# Dobranowscy
Dobranowscy (cz. Dobranovští) – staroczeski ród szlachecki, którego przedstawiciele żyją obecnie głównie w Polsce.
Gniazdem rodowym jest Dobranow (niem. Dobern / Döber), wieś wzmiankowana po raz pierwszy w roku 1352.
W kościele pw. św. Jerzego w Dobranowie został pochowany Waczlaw z Dobranowa (1534–1575), pan na Písečnej, o którym przypomina wmurowane w ścianę kościoła przy lewym ołtarzu bocznym epitafium z herbem rodowym.
W roku 1600 Jan Dobranowsky, rycerz z Dobranowa, pan na Písečnej, został wyniesiony do stanu czeskiej szlachty. Chrzestnymi jego syna było 3 męskich i 2 żeńskich przedstawicieli najmożniejszego rodu w okolicy tj. Berków z Duby, z którym Dobranowscy byli spowinowaceni.
Około 1558 roku Adam Berka z Duby, właściciel miasta Dubá wraz z okolicznymi wioskami, ożenił się z Elišką Dobranowską. Mieszkali w renesansowym zamku Nový Berštejn, który Berka polecił wznieść w latach 1553–1567. Tytułem wiana przekazał Elišce wsie Vrchovina i Horky (obecnie w granicach miasta Dubá).
Kilku przedstawicieli rodu uczestniczyło aktywnie w wojnie trzydziestoletniej, za co spotkały ich surowe konsekwencje, m.in. Albrecht Dobranowsky wyrokiem komisji egzekucyjno-konfiskacyjnej z 10 lutego 1623 roku został skazany na konfiskatę 1/3 swoich dóbr Černé Bláto (obecnie Bláto), natomiast Waczlaw starszy Dobranowsky (1591–1632) oraz Arnošt Dobranowsky wyrokiem komisji konfiskacyjnej frydlantskiej z 25 stycznia 1634 roku, zostali skazani na konfiskatę wszelkich dóbr.
Ostatnia wzmianka o Dobranowskich w Czechach pochodzi z księgi gruntowej miasta Polná z roku 1681.
W Polsce Dobranowscy pojawiają się w XVII w., m.in. w latach 1680–1685 studentem Akademii Krakowskiej był Albert Dobranowski.
Ród Dobranowskich liczy obecnie niecałe 500 osób, spośród których ponad 330 osób zamieszkuje województwo małopolskie.

## Przedstawiciele rodu
- ks. Henryk Dobranowski (1938–1980) – proboszcz parafii pw. Wszystkich Świętych w Siemoni[12].
- Hubert Dobranowski (ur. 1973) – nauczyciel akademicki w latach 2005–2013, tłumacz przysięgły języka niemieckiego, autor publikacji z zakresu historii regionalnej i genealogii[13].
- Józef Dobranowski (1891–1966) – w latach 1915–1918 członek Polskiej Organizacji Wojskowej, odznaczony w 1933 r. Medalem Niepodległości[14].
- Julian Dobranowski (1928–1986) – prezes Fundacji Władysława Reymonta (The W. Reymont Fundation) w Kanadzie w latach 1970–1976, prezes Związku Polaków w Kanadzie w latach 1981–1985[15][16].
- Julian Dobranowski (ur. 1955) – profesor, kierownik Katedry Diagnostyki Obrazowej na Wydziale Nauk o Zdrowiu Uniwersytetu McMastera w Hamiltonie, w kanadyjskiej prowincji Ontario, autor licznych publikacji z dziedziny nauk medycznych[17][18].
- Stanisław Dobranowski (1917–1945) – więzień niemieckich obozów koncentracyjnych, najpierw KL Auschwitz, a potem KL Flossenbürg, gdzie zginął[19].
- Stanisław Dobranowski (1944–2021) – leśnik, odznaczony w 2013 roku Krzyżem Wolności i Solidarności za działalność opozycyjną w okresie PRL[20].